# Ischnocnema holti
Ischnocnema holti é uma espécie de anfíbio  da família Brachycephalidae. Endêmica do Brasil, onde pode ser encontrada no Parque Nacional do Itatiaia e na Serra dos Órgãos no estado do Rio de Janeiro.